# ボフミーン市電
ボフミーン市電（チェコ語: Tramvajová doprava v Bohumíně）は、かつてチェコスロバキア（現：チェコ）の都市であるボフミーンに存在した路面電車。軌間760 mmという狭軌の路線であったが、1973年に廃止された。

## 概要
ボフミーンの主要駅であるボフミーン駅は1847年に完成したが、鉄道への反対運動を始めとした経緯からボフミーン郊外のシュニフル村（
現：ノヴィ・ボフミーン）に建設された。その後、シュニフル村は利便性の高さから大きく発展した一方、それに取り残される形となったボフミーンの旧市街（Starý Bohumín）ではボフミーン駅と接続する公共交通機関が求められるようになった。それを受けて軌間760 mmの軽便鉄道を建設する事が決定され、1902年12月22日から馬車鉄道として営業運転が開始された。その後、翌1903年に動力が蒸気機関車（スチームトラム）へと切り替えられ、1916年には電化が実施された。

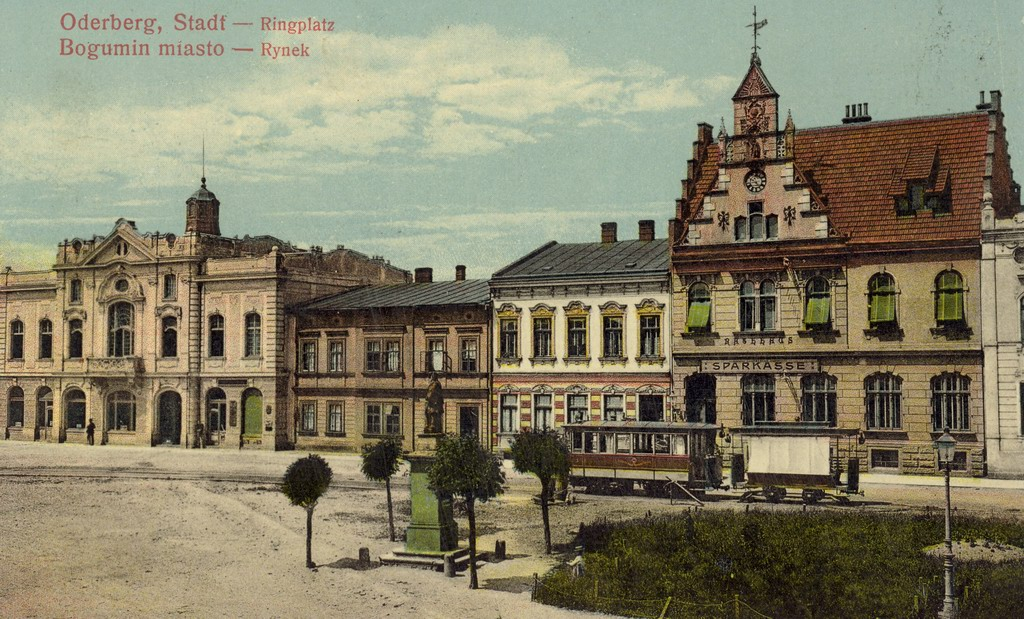
電化初期の市電が描かれた絵葉書
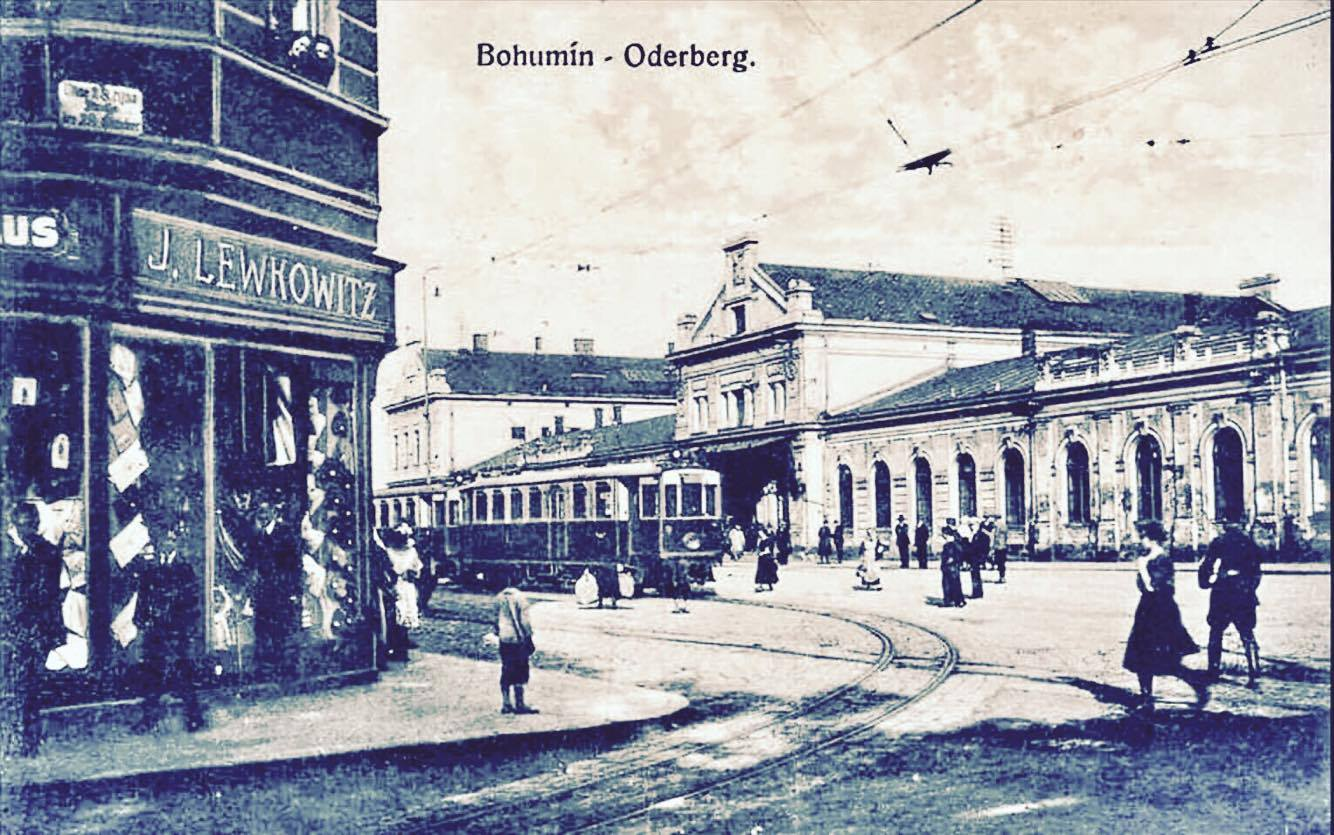
1920年代のボフミーン市電

運営は長らくボフミーン市によって行われていたが、第一次世界大戦や第二次世界大戦を経た1947年にシレジア地方鉄道（Slezských zemských drah）へ運営権が移管された後、1949年以降は近隣地域の公共交通事業者と共にオストラヴァ市交通局（Dopravní podnik města Ostravy、DPMO）へと統合された。だが、車両や施設の老朽化が要因となり全線を路線バスへ置き換える事が決定し、1967年に一部区間が廃止された後、1973年8月1日に残りの区間も営業運転を休止し、9月30日に実施された式典をもってボフミーン市電は完全に廃止された。

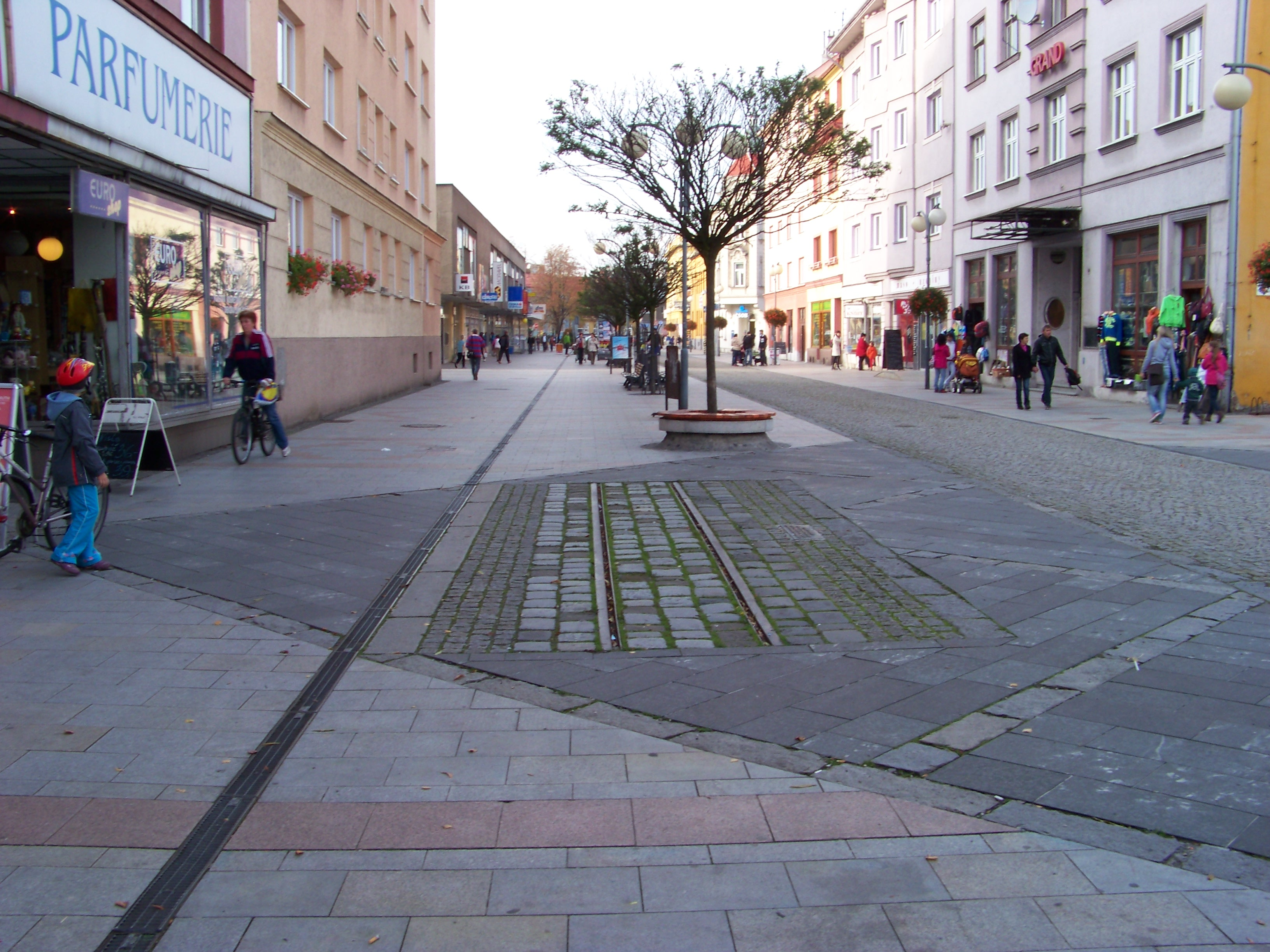
ボフミーンに残る廃線跡（2013年撮影）